# Всех Святих (Русе)
„Всех Святих“ или „Вси Светии“ е православна църква в Русе. Построена е през 1898 г., разрушена е през 1975 г. и на ново място е възстановена в края на 2012 г.

## История
Идеята за построяване на православен храм в Русе (тогава Русчук), носещ името „Всех Святих“, датира приблизително около средата на 19 век. Сред най-ранните открити документи, потвърждаващи намерението за строеж на нова църква, е писмо от 20 ноември 1861 г. То е от русенското гражданство до майор Миша Анастасиевич, сръбски милионер, ръководител на фирма „Камараши“ – монополист в добива и търговията с каменна сол в европейската част на Османската империя. Предложението на русенци към предприемача е той да плати мястото, върху което да се съгради храмът. Търговецът обаче отказва да подпомогне начинанието.
Учредената през 1865 г. българска черковно-народна община възлага на майстор Генко Кънчев да направи план за църква. На 27 април 1870 г. планът е готов, митрополит Григорий освещава крайъгълния камък за бъдещия храм, но турските власти не разрешават строежа на избраното от българите място (девическото училище). Русенци са принудени да търсят друго решение и избират Крайненските гробища (днес Парк на възрожденците).
Скоро след Освобождението се възобновява идеята за новия храм. На 12 май 1879 г. редакторът на местния вестник „Славянин“ призовава читателите си да подпомогнат святото дело. На 15 юли 1884 г. се провежда общоградско събрание, на което се избират членове на 2 комисии за построяване на новата църква – хазяйствена (стопанска) и техническа. Гласува се градският инженер Едуард Винтер да направи проекта.
На 12 януари 1965 г. храмът е предаден на Градския съвет, а целият му инвентар е демонтиран и пренесен в църквата „Св. Троица“. На 16 април 1975 г. са извадени и пренесени костите на тримата доростоло-червенски митрополити, погребани във „Всех Святих“. Полагат ги в „Св. Троица“.
На 28 февруари 1978 г., по повод 100-годишнината от Освобождението на България, е открит Пантеонът на Възрожденците в Русе. Той е построен на мястото на разрушения храм „Всех Святих“. Лично първият секретар на Българската комунистическа партия Тодор Живков присъства на откриването, но остава разочарован от вида на Пантеона, не произнася предвидената реч, не награждава с очакваните държавни отличия проектантския колектив. Задава въпроса дали не трябва нещо да се промени във външния вид на сградата, за да бъде тя в унисон със старата русенска архитектура. След откриването му през 1978 г. Пантеонът на възрожденците многократно е затварян за ремонт.

#### Строеж на новата църква„Всех Святих“
Смяната на политическата система в България след 1989 г. връща официално темата за поругания и разрушен православен храм. Първата статия в местния печат е от 1991 г. и е на журналиста Боян Драганов.
На 28 май 1993 г. в сградата на Доростоло-Червенската митрополия 30-ина русенски граждани създават Обществен съвет за възстановяване на църквата „Всех Святих“. На 29 октомври 1993 г. общинският съвет гласува решение, с което отрежда терен за възстановяване на храма в Парка на възрожденците. Създава се и инициативен комитет начело с митрополит Геласий. Главният архитект на града Цвети Русинов кани архитект Тончо Тончев да се заеме с откриване и възстановяване на чертежите на съборения храм, което се оказва много трудна задача.
На 29 октомври 1998 г. в Русе се отбелязва 100-годишнината от смъртта на митрополит Григорий. Българският патриарх Максим води литийно шествие от църквата „Света Троица“, което достига до мястото зад спирка „Воден“. Там патриархът, в присъствието на тогавашния кмет на града Димитър Калчев и множество русенци, благославя мястото и полага основния камък за възстановяване на църквата.
Строителни дейности започват чак през 2007 г., когато се създава Сдружение „Всех Святих“, в което съпредседатели са митрополит Неофит и тогавашният кмет на Русе Божидар Йотов. Изграждането се води от инженер Патриков.
До есента на 2012 г. сградата на храма и камбанарията са построени и външният вид на църквата е почти завършен. Необходимо е още да се застели подът, да се доизгради отоплителната система, както и да се възстанови олтарът, за да могат да бъдат подновени богослуженията. Камбанарията на храма е висока 23 метра.
На 17 октомври 2012 г. се провежда работна среща при кмета на Русе Пламен Стоилов с Управителния съвет на Сдружение „Всех Святих“ и група граждани. Целта е окончателно завършване на „Всех Святих“ и отварянето на храма за богослужения.
Средствата били събрани чрез дарителска кампания, и за довършването на храма правителството отделно дарило 250 000 лева. Също така руският патриарх Кирил подарил и 8 камбани, изработени по проект на старшия звънар на Кремъл Игор Коновалов. Храмът е тържествено осветен на 10 септември 2017 г.